# Abundância (mitologia)
Abundância (em latim: Abundantia), na mitologia romana, era a personificação divina da fartura e da prosperidade. Estava entre as formas de materialização das virtudes na propaganda religiosa que fazia do imperador o procurador das condições da "era dourada". A Abundância está presente na arte, no culto, e na literatura, mas tem pouca importância na mitologia como tal. Ela pode ter sobrevivido de alguma maneira na Gália romana e na França medieval.

## Em Roma

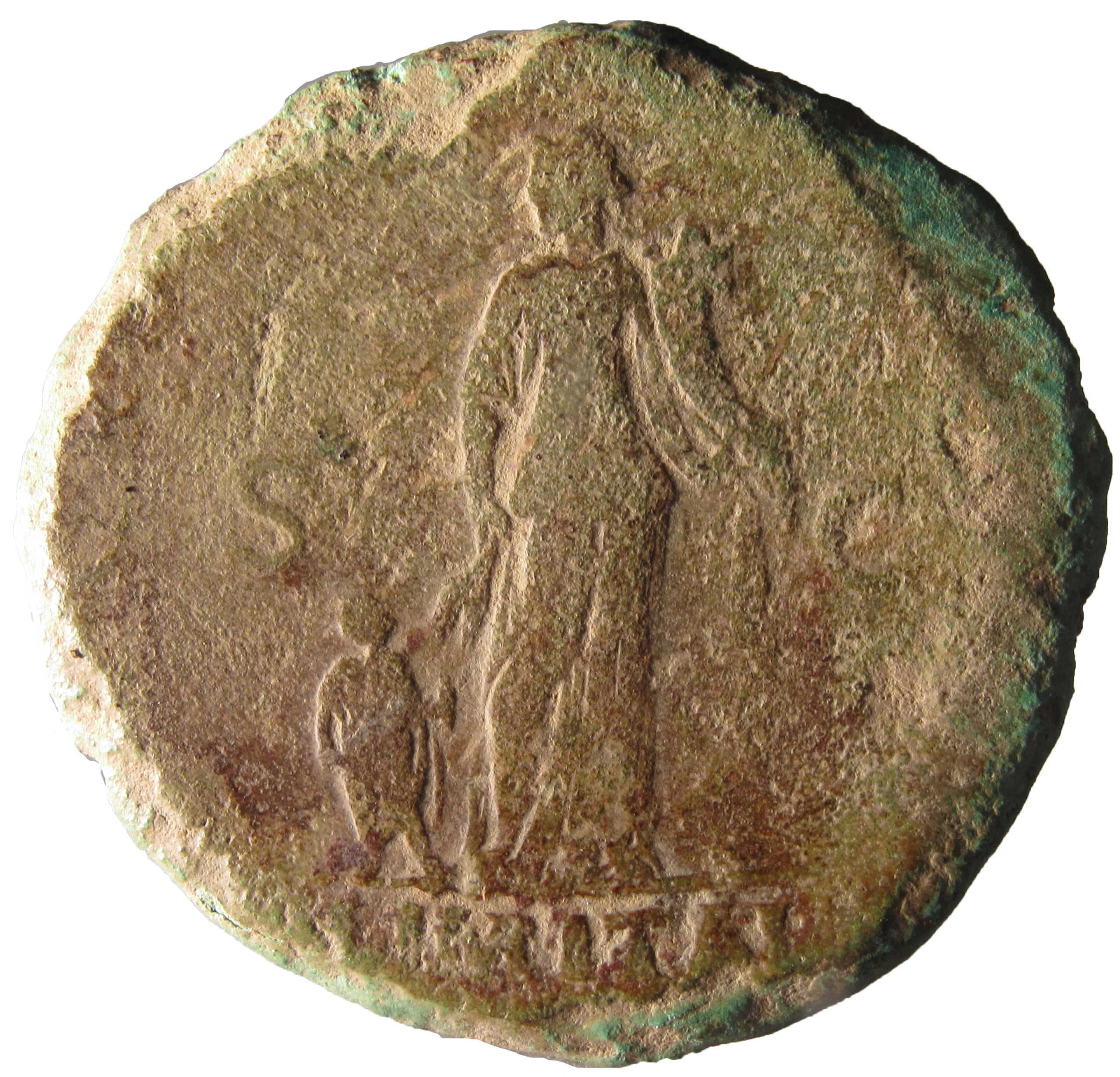
Uma liga de cobre romana que mostra a personificação da Abundância segurando espigas de milho e cornucópia ao lado de uma criança

O poeta romano Ovídio atribui à Abundância um papel no mito de Aqueloo, o deus-rio, que teve um de seus chifres arrancado da testa por Hércules. O chifre foi recuperado pelas náiades e se transformou na cornucópia, que foi após concedido a Abundância. (Outros mitos etiológicos fornecem diferentes explicações para a  origem da cornucópia.) Nas moedas do reinado de Nero, ela foi associada com Ceres e equiparada a Annona, que personificava o abastecimento de grãos. Assim como Annona, Abundância era uma "virtude em ação" em locais como o porto, onde os cereais chegavam para a cidade.
A Abundância é representada, no contexto da iconografia mitraica, em um vaso de Lezoux, na província romana da Gália Aquitânia, onde apresenta a descrição mais completa da tauroctonia, ou seja, a representação do sacrifício ritual do touro sagrado por Mitra, que foi central para a religião. A Abundância está sentada e segura uma cornucópia como uma representação da "abundância decorrente do ato de Mitras."

## Possíveis sobrevivências

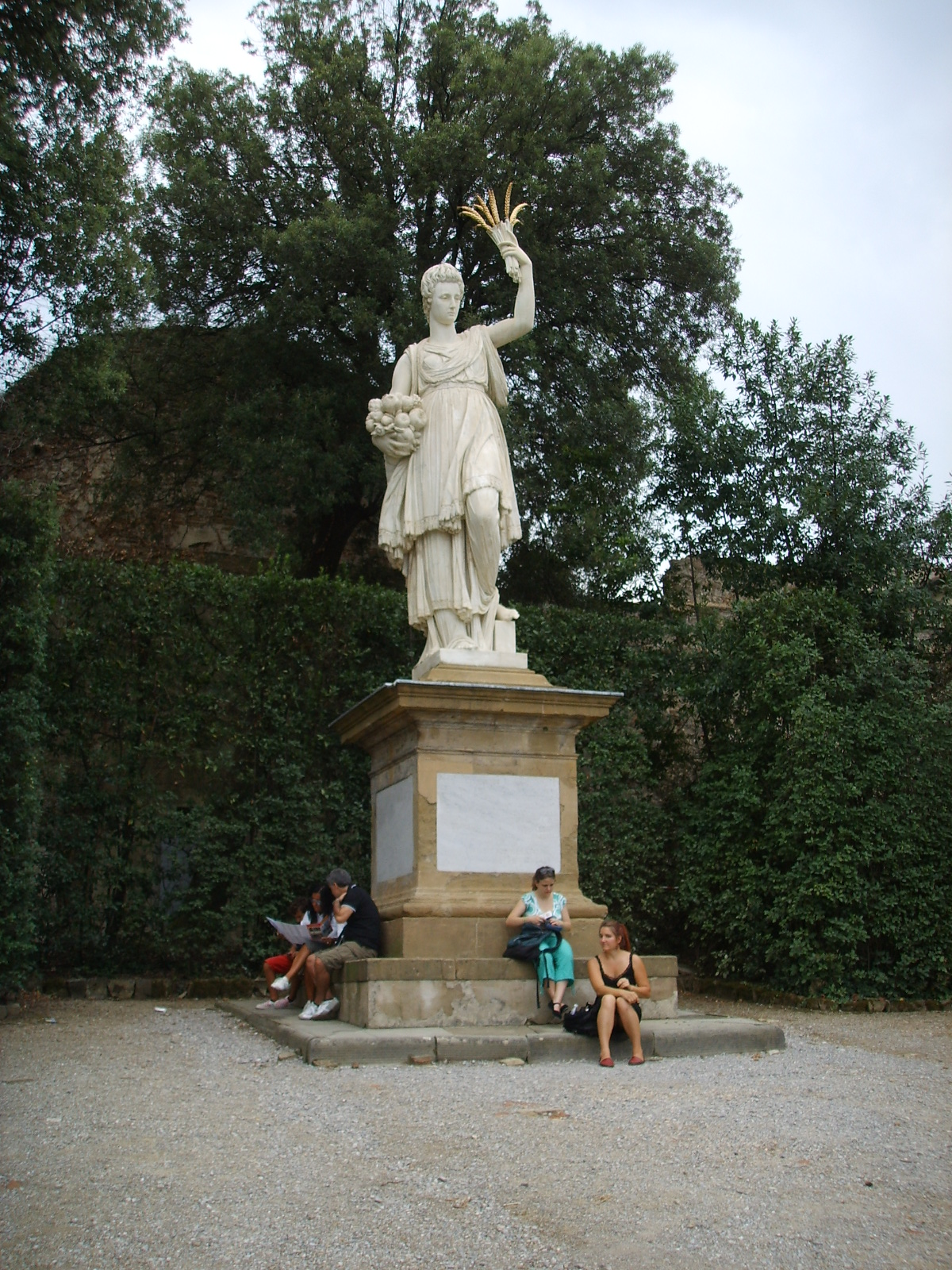
Abundância, no Jardim de Boboli, Florença

Foi sugerido que a deusa gaulesa Rosmerta teria uma equivalência funcional com Abundância, mas as duas nunca foram diretamente identificadas em inscrições. William de Auvergne (morto em 1249), bispo de Paris, menciona uma Domina Abundia ("Senhora Abundia"), que também aparece no Romance da Rosa como Dame Habonde. O bispo deriva seu nome de abundantia, mas ele pode ter cometido um engano. À noite, os dominae entravam nas casas onde oferendas eram feitas a eles. Eles comiam e bebiam em vasos, mas os conteúdos não diminuíam. Caso eles ficassem satisfeitos, eles traziam prosperidade e fertilidade. William considerou essas práticas como uma forma de idolatria. Os folcloristas do século XIX viam essas figuras como fadas celtas.
Nicolau de Cusa relata que em suas viagens pelos Alpes em 1457, conheceu duas velhas senhoras que lhe disseram que estavam a serviço de Domina Abundia. Elas foram consideradas apóstatas cristãs, e foram presas acusadas de bruxaria. Nicolau percebeu que elas foram enganadas pelo diabo, e que deveriam receber uma penitência em vez de serem queimadas vivas.

## Arte e alegoria posterior
Na arte ocidental a Abundância é frequentemente retratada segurando a cornucópia e feixes de milho ou de trigo.